# 플랜츠 vs. 좀비 2
《플랜츠 vs. 좀비 2》(Plants vs. Zombies 2)는 2013년에 출시된 팝캡 게임스의 비디오 게임이다.